# His Dearest Possession
His Dearest Possession é um filme britânico de 1919, do gênero drama, dirigido por Henry Edwards, que também desempenhou nos papéis ao lado de Chrissie White e John MacAndrews. Foi baseado em uma história de E. Temple Thurston.

## Elenco
- Henry Edwards - Stephen Ayliff
- Chrissie White - Red Emma Lobb
- John MacAndrews - Herbert Lobb
- Esme Hubbard - Sra Lobb
- Gwynne Herbert
- Eric Barker - Charlie Lobb